# كلايد رايت
كلايد رايت (بالإنجليزية: Clyde Wright)‏ هو لاعب كرة قاعدة أمريكي، ولد في 20 فبراير 1941 في جيفرسون سيتي في الولايات المتحدة.

## وصلات خارجية
- كلايد رايت على موقع دوري كرة القاعدة الرئيسي (الإنجليزية)
- كلايد رايت على موقع الدوري الياباني لكرة القاعدة (الإنجليزية)
- كلايد رايت على موقعبيزبول رفرنس.كوم (الدوري الرئيسي) (الإنجليزية)
- كلايد رايت على موقعبيزبول رفرنس.كوم (الدوري الثانوي) (الإنجليزية)
- كلايد رايت على موقع إي إس بي إن.كوم (أم.أل.بي) (الإنجليزية)
- كلايد رايت على موقع مشجعي الرسوم البيانية (الإنجليزية)